# Cyrtosia opaca
Cyrtosia opaca är en tvåvingeart som beskrevs av Friedrich Hermann Loew 1846. Cyrtosia opaca ingår i släktet Cyrtosia och familjen svävflugor. Inga underarter finns listade i Catalogue of Life.